# Farní sbor Českobratrské církve evangelické v Přelouči
Farní sbor Českobratrské církve evangelické v Přelouči je sborem Českobratrské církve evangelické v Přelouči. Sbor spadá pod Chrudimský seniorát.
Sbor je neobsazen, od počátku roku 2024 sbor administruje f\rář František Plecháček. Kurátorem sboru je Milan Kožený.
Bohoslužby se konají v kostele vybudovaném v letech 1902–1905 podle návrhu Rudolfa Kříženeckého.

## Faráři sboru
- Bohumil Karel Mareš (1887–1901)
- František Klapuš (1902–1932)
- Jan Amos Pellar (1932–1940)
- Miroslav Krejčí (1940–1943)
- Josef Závodský (1943–1973)
- Josef Kopřiva (1943–1945)
- Bohumil Baštecký (1973–1987)
- Petr Mazur (1988–1993)
- Daniel Matouš (1995–2001)
- Hana Schusterová (2002–2012)
- Miloš Hübner (2013–2023)